# Flagge der Seychellen
Die Flagge der Republik Seychellen wurde am 18. Juni 1996 angenommen.

## Beschreibung und Bedeutung

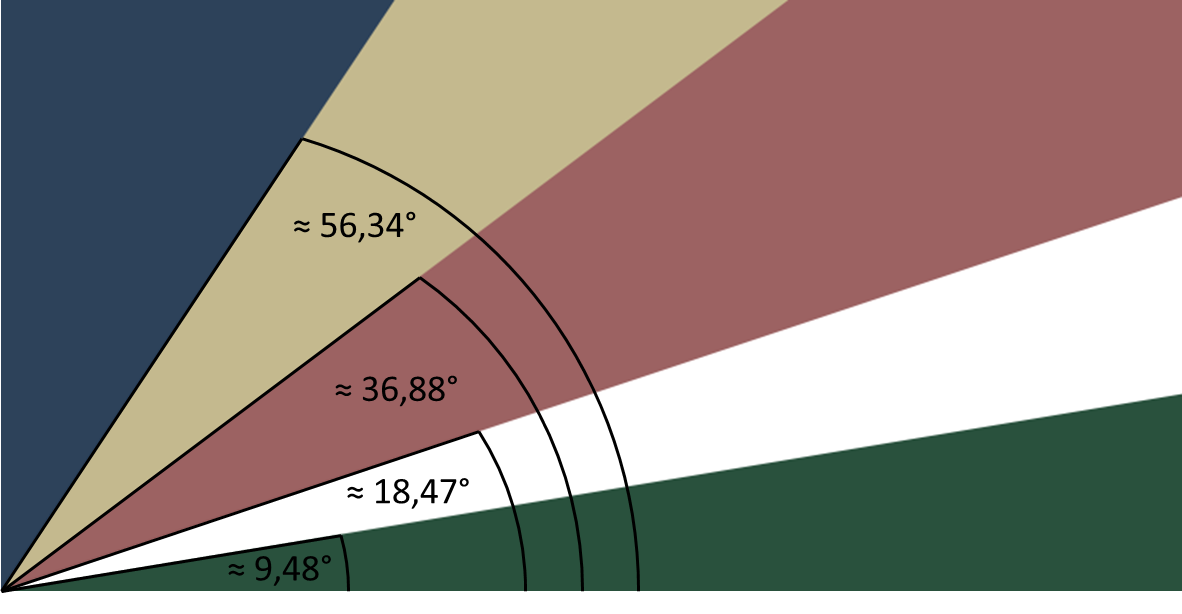
Aufbau

Die Flagge zeigt fünf schräg verlaufende Streifen (Strahlen) in den Farben Blau, Gelb, Rot, Weiß und Grün, deren Zentrum die untere Ecke am Liek ist. Die Farben Blau, Gelb und Rot treffen auf die obere Kante im Verhältnis 1:1:1; die Farben Rot, Weiß und Grün treffen auf das fliegende Ende im Verhältnis 1:1:1.
Die fünf Farben stehen für Charakteristika der Seychellen: Blau für den Himmel und das Meer, Gelb für die Sonne, Rot für das Volk (Blut), Weiß für soziale Gerechtigkeit und Grün für Land und Vegetation.

## Farben
| System                      | Blau     | Gelb       | Rot       | Weiß        | Grün     |
| --------------------------- | -------- | ---------- | --------- | ----------- | -------- |
| RGB                         | 0-63-135 | 252-216-86 | 214-40-40 | 255-255-255 | 0-122-61 |
| Hexadezimale Farbdefinition | #003F87  | #FCD856    | #D62828   | #FFFFFF     | #007A3D  |

## Geschichte
Die erste Nationalflagge der unabhängigen Seychellen wurde am 29. Juni 1976 angenommen. Als der Präsident James Mancham 1977 von France-Albert René gestürzt wurde, wurde die rot-weiß-grüne Flagge der Seychelles People’s United Party zur Nationalflagge.

Juni 1976 bis Juni 1977
1977 bis 1996